# Фридрих II фон Зоммершенбург
Фридрих II фон Зоммершенбург (нем. Friedrich II. von Sommerschenburg; ок. 1105 — 19 мая 1162) — пфальцграф Саксонии с 1121 года. Сын пфальцграфа Фридриха I (ум. 1120/1121) и Адельгейды фон Лауффен.

## Биография
Наследовал отцу в качестве пфальцграфа Саксонии не позднее 1121 года.
В 1129/1130 году пфальцграфом Саксонии назван Герман II фон Винценбург (убит в 1152). Какое отношение он имеет к Зоммершенбургам, не известно.
Фридрих II в политическом отношении поддерживал Лотаря Суплинбургского и Генриха Льва, находился в оппозиции к королям Салической династии.
Фогт монастырей Кведлинбург, Гандерсхайм, Шёнинген, Вальбек, Хельмштедт, Гуисбург, Хамерслебен и Рингельхайм. Чеканил монету (брактеаты) в Кведлинбурге, Гандерсхайме и Хельмштедте.
В 1147—1148 годах участвовал в крестовом походе против вендов.
Основал монастырь Мариенталь, в котором и был похоронен.

## Семья
Фридрих II был женат на Лиутгарде фон Штаде, сестре Гартвига I фон Штаде. Этот брак был в 1144 году аннулирован из-за близкого родства супругов. Дети:
- Адальберт (1130—1179), пфальцграф Саксонии, фогт Кведлинбурга, Мариенталя и Гуисбурга.
- Адельгейда III (ум. 1 мая 1184), аббатиса в Кведлинбурге.
- София (ум. 1189)1190), жена Генриха I, графа фон Веттин (ум. 1181) и ландграфа Тюрингии Германа I (ум. 1217).
- Дитрих, опекун Генриха II Веттина.